# Afectos matinales
Afectos matinales fue un programa magacine de radio, emitido por Radio Nacional de España en horario de madrugada, y dirigido y presentado por el periodista Jordi Tuñón, y Queralt Flotats. El equipo del programa incluía al técnico de sonido Albert Vacas, y a diversos colaboradores e invitados, como el escritor y productor Albert Espinosa, el músico Miguel Ángel Rodríguez ("El Sevilla"), la promotora musical y restauradora Gloria Galiano, o al popular Ramoncín. A partir de la tercera temporada, se incorporó como redactora y presentadora, la periodista catalana Marina Márquez, quien se mantendría hasta la finalización del programa en 2012. 

## Contenido
A pesar de ser el típico programa en que los presentadores reciben las llamadas de los oyentes y comentarlas, en este programa se le dio un carácter, según palabras de su director, de una charla con los colegas, lo que permitía un toque de humor y que ningún corte a pesar de lo que dijeran los que llamaban. Pretendía ser un programa dinámico y con buen humor en el que había entrevistas, música pero sobre todo, participación de los oyentes.
La dinámica del programa era la constante discusión entre ambos presentadores, puesto que el presentador ejercía cierto carácter de "dictador" respecto a todos los contenidos del programa. Además, el programa estaba enriquecido con la participación de muchos famosos colaboradores, entre los que destacaron Albert Espinosa, Miguel Ángel Rodríguez «El Sevilla» o Ramoncín, entre otros, con secciones fijas de diversa temática.
Habitualmente se proponía un tema del día, del que se pedía la opinión a los oyentes, a los que daba paso entre intermedios musicales y las secciones de colaboradores. También había una sección diaria de noticias, en que la subdirectora del programa, Queralt Flotats informaba de noticias un tanto extrañas y surrealistas, aunque siempre tomadas de agencias de noticias. Todos los jueves a la madrugada para cerrar la semana, durante las primeras 3 temporadas el cantante José Ramírez Abeleira (Barb@zul, La voz tele 5) interpretaba en directo un tema conocido con la letra inspiradas en las noticias de la semana.

## Audiencias
A pesar de las horas de emisión, era un programa con buenos niveles de audiencia, con cifras en torno a los 50.000 oyentes, posicionándose como segunda oferta de la noche, sólo superada por la líder indiscutible de la radio, la Cadena SER, lo cual hizo aumentar en su momento su horario inicial, de dos a tres horas.

## Colaboradores
- Albert Espinosa
- Miguel Ángel Rodríguez «El Sevilla»
- Ramoncín
- Imma Sust
- Gloria Galiano[4]
- Miquel Murga[5]
- Ivan Rosquellas
- Coco Pretel
- Alex Martín
- Miky McPhantom[6]

entre otros...

## Emisiones míticas
Con gran aceptación y pedidas por su audiencia eran los programas "de miedo", en que se pedía a la audiencia contaba sus historias inexplicables; también otros como los "de parejitas", en que contactaban y se encontraban diversos oyentes de la misma y cercana ciudad, entre muchos otros.
Momento estelar era en el que la presentadora cantaba de manera muy efusiva algunas canciones que, aunque de éxito en su momento, no son tenidas por ser de mucha calidad, como La barbacoa (de Georgie Dann) o El baile del gorila (de Melody). También son míticos muchos momentos de la sección que en su día finalizaba el programa, el "karaoke" en que los oyentes llamaban y cantaban a capella lo que querían.

## Final de emisión
Tras cuatro años siendo líderes de audiencia, con el nuevo gobierno del PP y la nueva dirección de RTVE, en julio de 2012 cesó su emisión de manera inesperada, como pasó con otros programas y con otros periodistas de la corporación.
Sin embargo, el programa, aunque con otro nombre y ciertos cambios se volvió a emitir otra vez por Internet con el nombre de Liliput, pero tan sólo tardó un año en dejar de emitirse.